# جیرو اوساراگی
جیرو اوساراگی (به ژاپنی: 大佛 次郎, Osaragi Jirō); ۴ اکتبر ۱۸۹۷ – ۳۰ آوریل ۱۹۷۳) نویسنده داستان‌های تاریخی در  دوره شووا اهل ژاپن بود.